# Opération Béton
Opération Béton («Operación Hormigón») es un cortometraje documental suizo de 1955 del cineasta francés Jean-Luc Godard, notable por ser su primera película de cualquier duración. La película documenta la construcción de la enorme presa de la Grande Dixence en el cantón de Valais, Suiza.
Godard se sintió atraído por el tema mientras trabajaba en la presa como obrero y operador de centralita telefónica. Produjo la película junto con su amigo Pierre Laubscher, así como con el operador de cámara Adrien Porchet y su amigo Roland Tolmatchoff. El grupo filmó la película en 35 mm y grabó el sonido en el lugar, algo inusual para la época. La película fue vendida a la Grand Dixence Corporation, que había construido la presa.

## Producción

### Antecedentes y concepción
En 1952, Godard se había mudado a Suiza desde París, donde había escrito para Cahiers du Cinéma y vivía un estilo de vida bohemio. El objetivo de Godard en Suiza era ganar dinero para financiar sus sueños de hacer cine. El 24 de diciembre de ese año, su madre presentó a Godard a su amante, Jean-Pierre Laubscher, ingeniero de la presa de Grande Dixence en el Valais. En abril del año siguiente, Godard envió a Laubscher una carta formal pidiéndole ayuda para conseguir un empleo en uno de los lugares de trabajo de Laubscher. Los dos desarrollaron una amistad casual, ya que Laubscher era sólo tres años mayor que Godard. Después de unas semanas, Laubscher le encontró a Godard un trabajo como obrero en la presa. El trabajo implicaba mucho trabajo y cuando llegó el momento de renovar su contrato, Godard fue recontratado como operador de centralita telefónica
Godard concibió el proyecto mientras trabajaba en la presa, y en enero de 1954 mencionó a Laubscher la idea de filmar un documental sobre la construcción de la presa. Godard esperaba rodar en 16 mm y vender la película «a la televisión inglesa y a la administración de la presa», antes de adquirir entre cinco y seis mil francos suizos para volver a rodar en el formato más profesional de 35 mm.

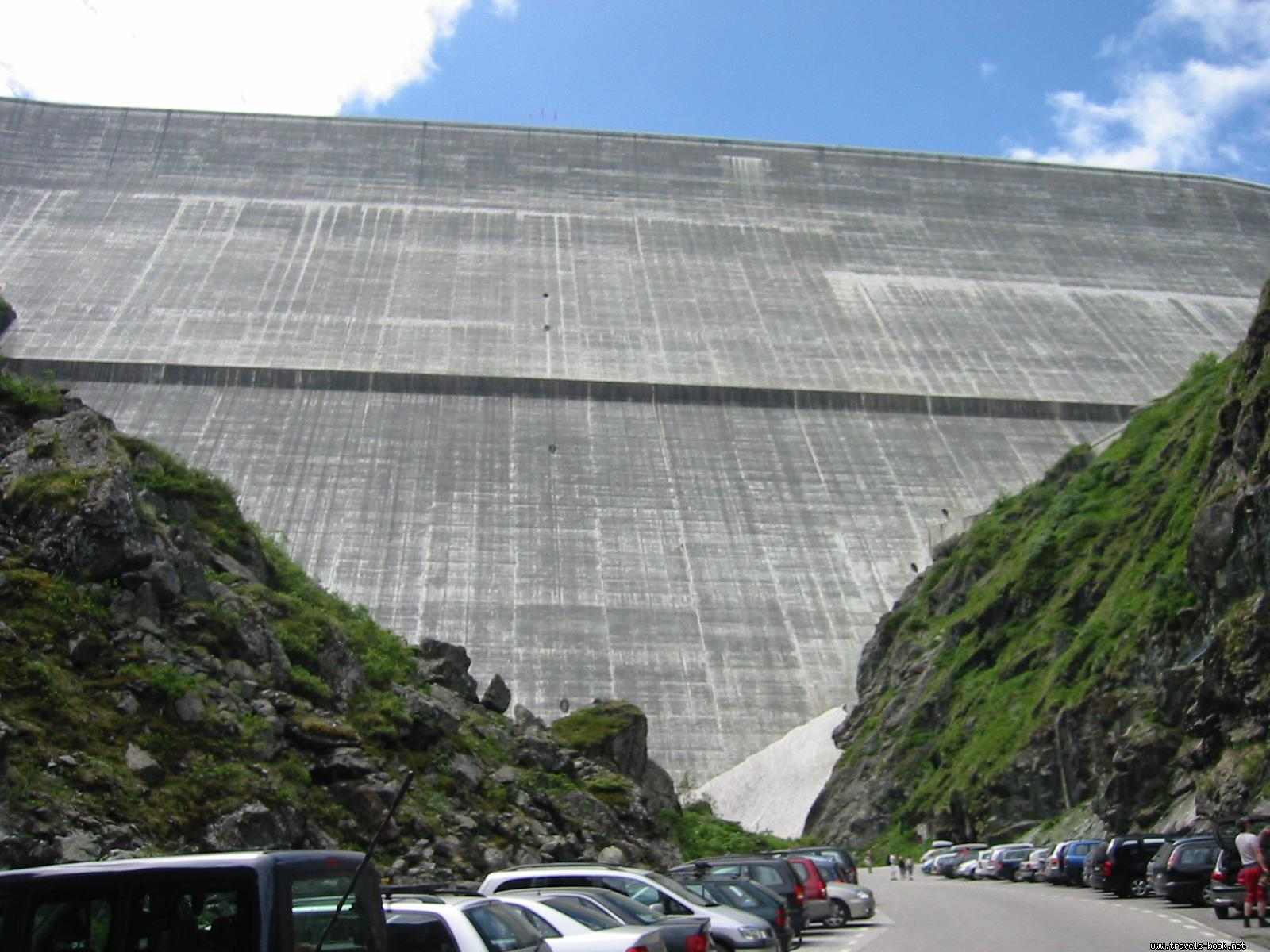
La presa de Grand Dixence, cuya construcción Godard retrató en Opération Béton.

### Rodaje
Por sugerencia de su amigo, Roland Tolmatchoff, Godard trabajó durante diez días en turnos consecutivos para recaudar fondos para la película, durmiendo en el lugar en un catre. Tolmatchoff tomó prestada una cámara de 35 mm de Actua-Film, una compañía de producción de documentales recientemente fundada con sede en Ginebra, y también contrató los servicios del operador de cámara de Actua-Film, Adrien Porchet, como director de fotografía de Godard. Godard, al no tener que comprar una cámara de 35 mm, ahora podía permitirse comprar una película de 35 mm.
Una vez comenzada la producción, la madre de Godard, Odile Monod, murió en un accidente de scooter en Lausana el 26 de abril de 1954. Godard se tomó un descanso de la filmación para su funeral, pero la familia de su madre le impidió asistir debido al hábito de Godard de robarles. En mayo, Porchet volvió a la presa para filmar el hormigonado de la misma. La filmación de Porchet puso de relieve la importancia de la presa y las distintas operaciones implicadas en el proceso de hormigonado.
Godard sabía que se estaba preparando otra película sobre la presa, Barrage, de Roland Muller y Jean Daetwyler, y deseaba mejorar su propio proyecto con un equipo de sonido de alta calidad. Godard, algo poco habitual en los documentales de la época, hizo hincapié en la importancia de grabar el sonido en el lugar, proclamando que «quería grabar cada sonido en su lugar: si es este río, no tomes otro río. Un verdadero fanatismo de la realidad». Godard alquiló un camión de sonido profesional, y llevó las pesadas grabadoras por el lugar con Porchet y Tolmatchoff.

### Posproducción
Godard montaba la película cada fin de semana en una sala de montaje de Ginebra. La narración de dos páginas de la película fue escrita por Laubscher en octubre y se titulaba La Campagne du Béton, que se puede traducir como «La campiña del hormigón». Godard reescribió el comentario de la película para darle a la narración un aire menos técnico y más lírico, transformándola, en palabras del biógrafo de Godard, Richard Brody, en un relato entusiasta de la obra de Godard en lugar de «una serie de títulos de fotos». Godard, que grabó él mismo la narración, también cambió el título de la película por el título en rima Operation Béton (Operación Hormigón). Ni Laubscher ni Tolmatchoff fueron acreditados, a pesar de ser su trabajo como escritor y asistente respectivamente.

## Lanzamiento
La Grand Dixence Corporation, que había construido la presa, compró la película como Godard esperaba. Un periodista de la revista cinematográfica Schweizer Film Suisse habló con entusiasmo de la película y comparó a Godard con un «artesano medieval» que «creaba su obra maestra para alcanzar su maestría». Con el dinero del proyecto, Godard dejó su trabajo en la presa y se trasladó a Ginebra para realizar su primer cortometraje narrativo, Une femme coquette (1955).